# Muzeum města Vídně
Muzeum města Vídně (německy Wien Museum), dříve Historisches Museum der Stadt Wien je souhrnný název pro muzejní instituci sdružující městské muzeum a jeho samostatně hospodařící pobočky.

## Historie
Muzeum bylo založeno z dosavadních dílčích sbírek roku 1887. Nerealizovaný projekt budovy navrhl kolem roku 1900 architekt Otto Wagner. K jejich administrativnímu spojení došlo až po anexi Rakouska pod správou národních socialistů roku 1938.
Hlavní budova sídlí od roku 1959 na Karlsplatz, byla první novou budovou muzea, postavenou v Rakousku po druhé světové válce. Plány vypracoval Oswald Haerdtl. V roce 2019 byla budova uzavřena z důvodu generální rekonstrukce a rozšíření. Plány architektonického ateliéru Winkler, Ruck a Čertov kromě rekonstrukce zahrnovaly dostavbu horního (čtvrtého) patra, která v dálkových pohledech od jihozápadu zastínila budovu kostela sv. Karla Boromejského.
Stálá expozice byla po rekonstrukci otevřena 6. prosince roku 2023.

## Sbírky

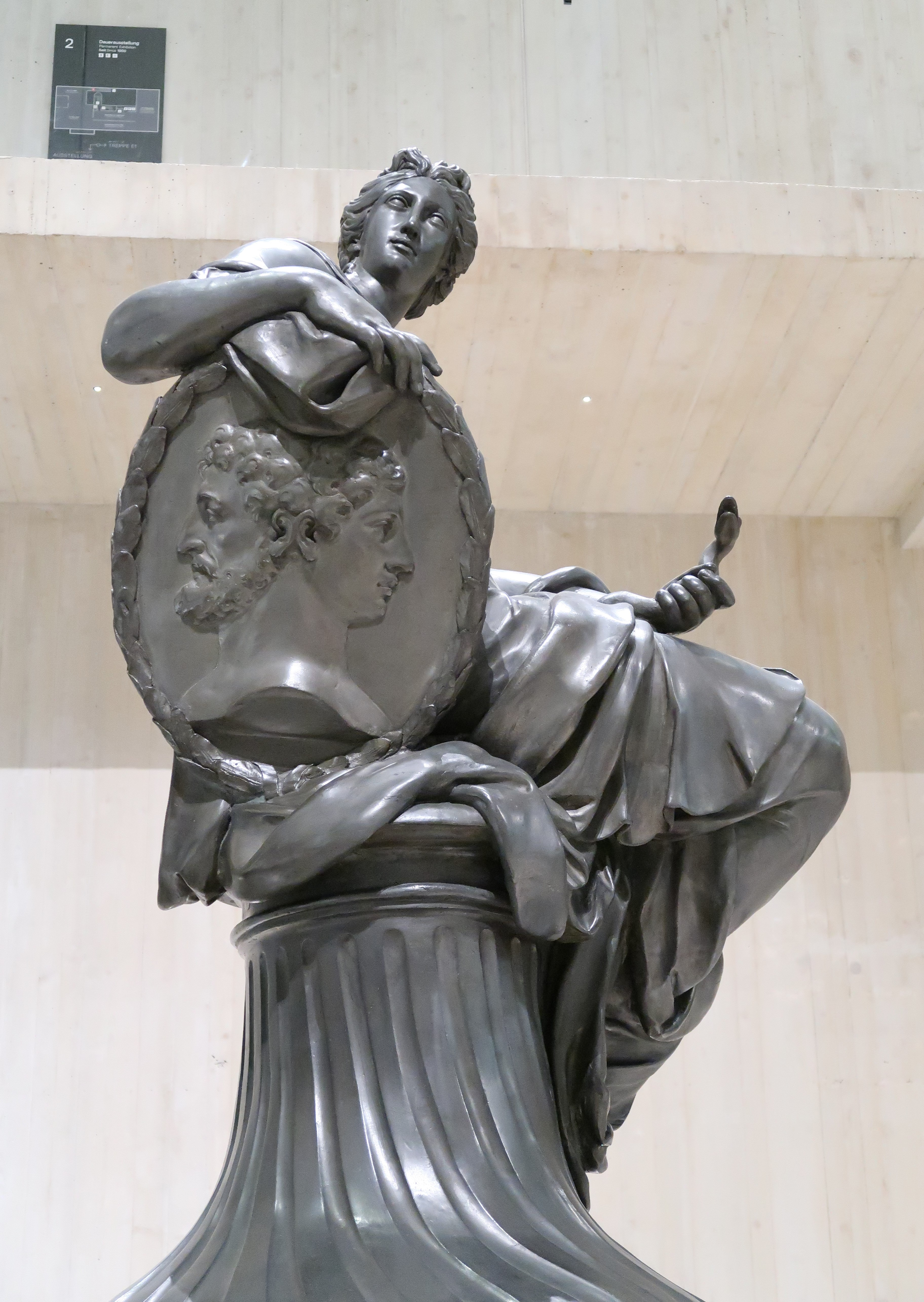
Providentia, originál sochy z vídeňské kašny Georga Raphaela Donnera

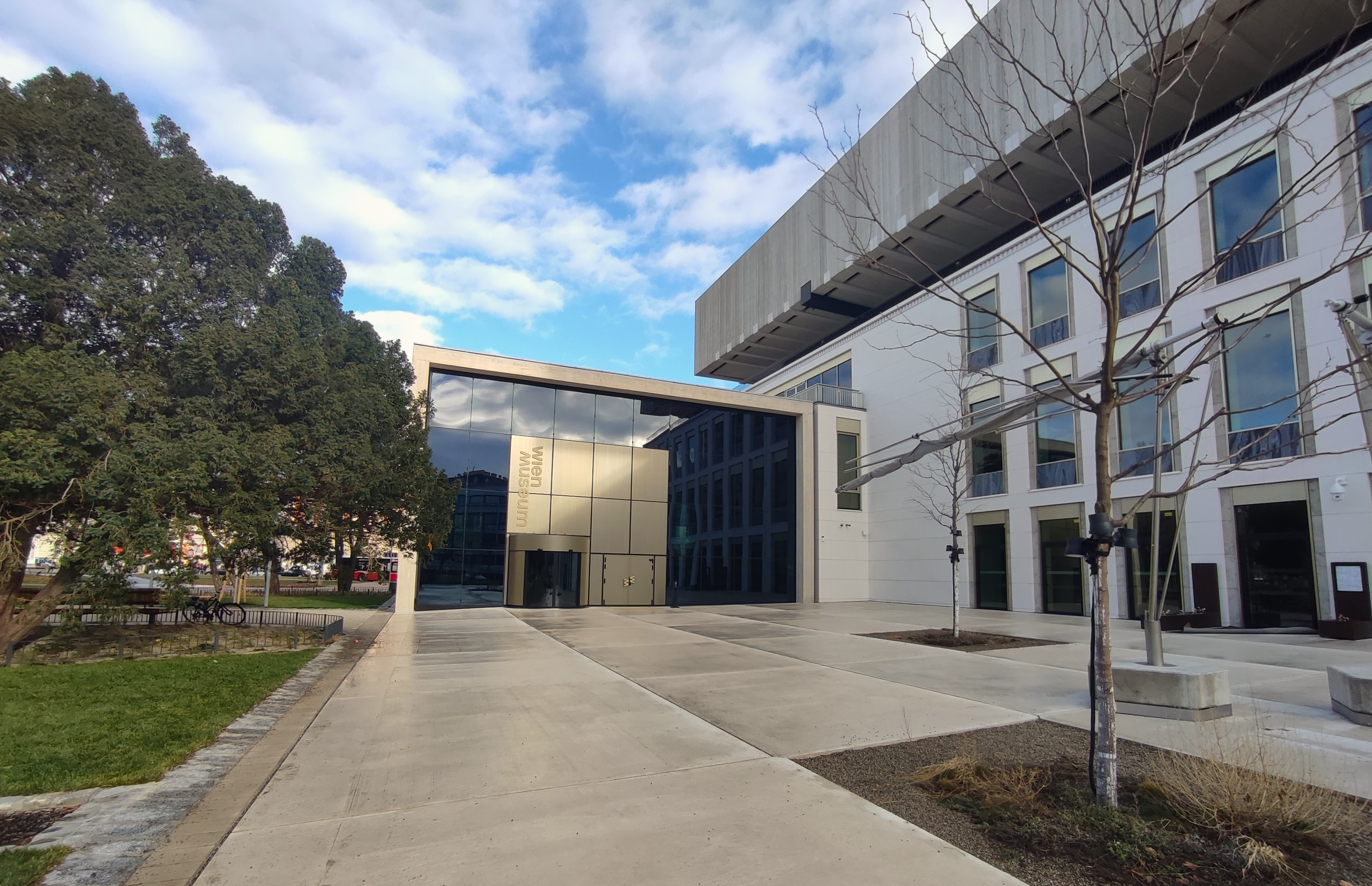
Vstup do muzea z náměstí Karlsplatz

Stálá archeologická, umělecká a historická sbírka o historii Vídně obsahuje exponáty od neolitu až po současnost. Počet sbírkových předmětů převyšuje jeden milion, z nich je vystaven jen zlomek. Další díla jsou představena pomocí videoprojekce a interaktivních programů.
- První oddělení expozice je věnováno archeologii od období pravěku přes obsáhlou sbírku nálezů ze římského tábora Vindobona až po středověké město. K hlavním exponátům patří cyklus kamenných soch panovníků a světců z poloviny 14. století ze Svatoštěpánského dómu
- Podrobně je vyloženo období dvojího tureckého obléhání Vídně.
- Středem místopisné expozice jsou tři modely města Vídně z 15., 18. a začátku 20. století.
- Mezi vídeňskými osobnostmi kromě císařů, císařovny, jejich rodin a vídeňského dvora figurují na portrétech osobnosti kulturního, společenského a vědeckého života.
- Umělecká sbírka zahrnuje mimo jiné díla Georga Raphaela Donnera, Gustava Klimta, Egona Schieleho a Ferdinanda Georga Waldmüllera. Poprvé je vystavena rekonstrukce obývacího pokoje a jídelny Adolfa Loose a jeho manželky.
- Další oddíl je věnován rudé Vídni, levicovým silám dvacátých a třicátých let 20. století.

## Pobočky
- Hermesvilla, Hietzing, 1030 Wien
- MUSA, expozice současného umění, Felderstraße 6-8
- Muzea - domy či byty hudebníků (Franz Schubert, Ludwig van Beethoven), výtvarníků i vědců
- Neidhart Festsaal (Neidhartův slavnostní sál s gotickými freskami z 15. století), Tuchlauben 19, 1010 Wien
- Otto-Wagner-Pavillon (= dříve vstupní budova metra), Karlsplatz
- Otto-Wagner Hofpavillon Hietzing, Schönbrunner Schlossstrasse
- Otto-Wagner Kircha am Steinhof (pozdně secesní kostel sv. Leopolda, Baumgartner Höhe)
- Pratermuseum, Leopoldstadt
- Römermuseum, archeologická sbírka doby římské
- Uhrenmuseum (muzeum hodin), Palác Obizzi, Schulhof 2, 1010 Wien
- Virgilkapelle (Kaple svatého Virgila), zdivo ze 12.-14. století, vstup ze stanice metra Stephansplatz, 1010 Wien

### Hermesvilla

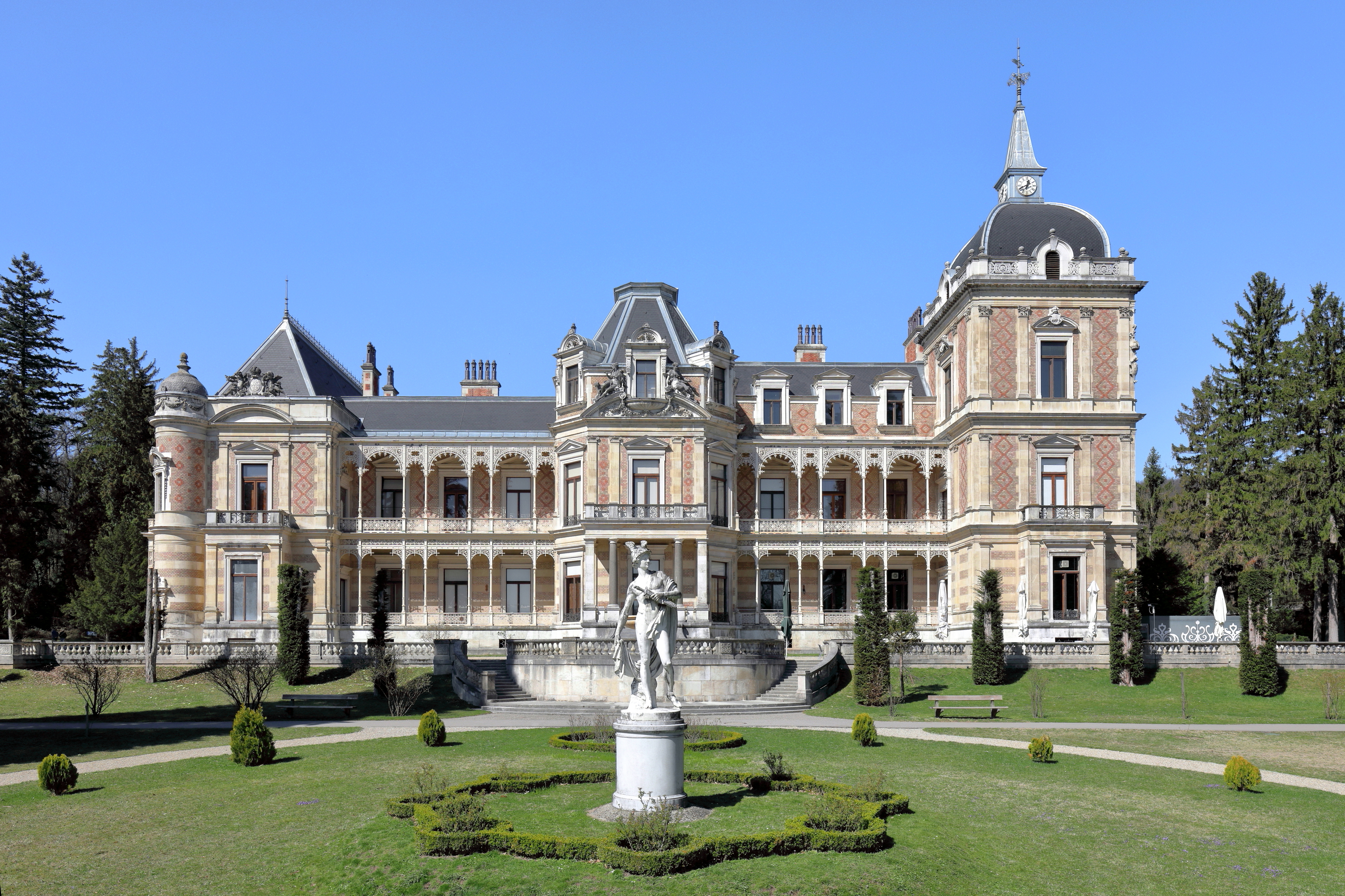
Hermesvilla

Od roku 1971 jsou v Hermesville, bývalé císařské rezidenci v Lainzer Tiergarten na západě Vídně, pořádány výstavy. Císař František Josef nechal tuto vilu postavit pro svou manželku, císařovnu Alžbětu, v letech 1882–1886. Za bývalého starosty Bruna Marka byla budova obnovena Sdružením přátel Hermesvilly a následně převzata městem. Stálá expozice je věnována historii budovy a císařskému páru, který zde každoročně trávil několik dní až do Alžbětiny smrti. Kromě toho se zde konají speciální výstavy zaměřené na různá témata z oblasti kulturní historie.